# Långvind
Långvind este o arie protejată (arie specială de conservare — SAC, sit de importanță comunitară — SCI, arie de protecție specială avifaunistică — SPA) din Suedia întinsă pe o suprafață de 787,1 ha, integral pe uscat.

## Localizare
Centrul sitului Långvind este situat la coordonatele 61°26′25″N 17°11′23″E / 61.4402°N 17.1896°E.

## Înființare
Situl Långvind a fost declarat sit de importanță comunitară în iulie 2000 pentru a proteja 18 specii de animale. Alte tipuri de protecție:
- arie de protecție specială avifaunistică (în iulie 2000)[2]
- arie specială de conservare (în ianuarie 2014)[1][3][4]

## Biodiversitate
Situată în ecoregiunile boreală și marină baltică, aria protejată conține 12 habitate naturale: Mlaștini împădurite, Golfuri mici largi și golfuri puțin adânci, Ape stătătoare oligotrofe până la mezotrofe, cu vegetație de Littorelletea uniflorae și/sau de Isoëto-Nanojuncetea, Vegetație perenă pe țărmurile stâncoase, Păduri caducifoliate de mlaștină fino-scandinave, Taiga vestică, Insulițe și insule mici din Baltica boreală, Recifuri, Lacuri și iazuri distrofice naturale, Lagune de coastă, Păduri naturale în etape succesive primare ale suprafețelor emergente de coastă, Faleze cu vegetație de pe coastele atlantice și baltice.
La baza desemnării sitului se află mai multe specii protejate de  păsări (18): gâscă cenușie (Anser anser), pietruș (Arenaria interpres), rața moțată (Aythya fuligula), lebădă de vară (Cygnus olor), ciocănitoare neagră (Dryocopus martius), șoimul rândunelelor (Falco subbuteo), scoicar (Haematopus ostralegus), rață catifelată (Melanitta fusca), Mergus serrator, vultur pescar (Pandion haliaetus), corcodel mare (Podiceps cristatus), eider (Somateria mollissima), lup de mare mic (Stercorarius parasiticus), chiră de baltă (Sterna hirundo), Sterna paradisaea, cocoșul de mesteacăn (Tetrao tetrix tetrix),  cocoș de munte (Tetrao urogallus), fluierarul cu picioare roșii (Tringa totanus).